# Matías Rodrigo Pérez

Matías Rodrigo Pérez Marín (n. Asunción, Departamento Central, Paraguay; 4 de enero de 1994), es un futbolista paraguayo. Juega de defensa central  y su equipo actual es el Independiente de Campo Grande de la Segunda División de Paraguay.

## Selección nacional
Seleccionado del equipo paraguayo que disputó en Argentina el Campeonato Sudamericano de Fútbol Sub-20 de 2013, del 9 de enero al 3 de febrero. Llegó a anotar tres goles en el torneo y obtuvo con su selección el segundo cupo a la Copa Mundial de Fútbol Sub-20 de 2013, disputado en Turquía.

## Clubes
| Club                          | País     | Año           |
| ----------------------------- | -------- | ------------- |
| Nacional                      | Paraguay | 2011 - 2013   |
| Sporting de Lisboa            | Portugal | 2014          |
| San Lorenzo                   | Paraguay | 2015          |
| Rubio Ñu                      | Paraguay | 2016          |
| Nacional                      | Paraguay | 2017 - 2018   |
| Independiente de Campo Grande | Paraguay | 2020          |
| Club Sol de America           | Paraguay | 2023 Presente |